# 1位じゃなくっていいじゃない
『1位じゃなくっていいじゃない』（いちいじゃなくっていいじゃない）は、テレビ東京系列『日曜ビッグバラエティ』にて2015年に2回放送されたバラエティ特別番組である。

## 概要
- SMAPが結成して以降、稲垣吾郎&草彅剛のコンビでの初MCで、“1位じゃないからこそ、素晴らしいことはたくさんある”をテーマに、様々なジャンルの「1位じゃない人」を紹介していく番組。
- 放送開始前の当初では、中居正広をMCに迎える予定だったが、自身のレギュラー番組の収録などの多忙のスケジュールで空いていなかった為、急遽、同じSMAPのメンバーでスケジュールが空いていた稲垣吾郎と草彅剛にオファーした。
- 第1回でナレーションを担った大塚周夫は収録後に虚血性心不全で息を引き取った為、当番組が遺作となった。収録に関しては「ナレーションではなく芝居をしてやった」と述べており、番組終盤でも白バックに黒字で「この番組が最後の作品となったナレーター故大塚周夫さんのご冥福をお祈りいたします」と追悼メッセージが流された。この回は周夫の長男の大塚明夫との親子共演によるナレーターで最後となった。
- 2016年以降はSMAP解散騒動の影響（後に正式に解散）もあり、放送されなかった。

## 放送日
| 回数  | 放送日                  | 放送時間（JST） | 放送タイトル                                                  | 視聴率 |
| ----- | ----------------------- | --------------- | ------------------------------------------------------------- | ------ |
| 第1回 | 2015年1月25日（日曜日） | 19:54 - 21:48   | 1位じゃなくっていいじゃない                                   |        |
| 第2回 | 2015年7月19日（日曜日） | 19:54 - 21:48   | 1位じゃなくっていいじゃない2〜世界に誇る!ニッポンのイブシ銀〜 |        |

## 出演者

### MC
- 稲垣吾郎（SMAP）
- 草彅剛（SMAP）

### ゲスト（1位じゃなくっていいじゃない委員会）
第1回
- 関根勤
- 土田晃之
- 鶴久政治
- 藤波辰爾
- 大谷ノブ彦（ダイノジ）
- 岡田圭右（ますだおかだ）
- 酒井敏也
- 篠原信一
- 島崎和歌子
- 鈴木明子
- 峯岸みなみ（AKB48）
- 保田圭

第2回
- 関根勤
- 土田晃之
- YOU
- 高橋真麻
- ピース
- 前園真聖
- カンニング竹山